# دون إروين
دون إروين (بالإنجليزية: Don Irwin)‏ هو لاعب كرة قدم أمريكية أمريكي، ولد في 22 يوليو 1913 في نيويورك في الولايات المتحدة، وتوفي في 8 يونيو 1983 في ديترويت في الولايات المتحدة.

## وصلات خارجية
- دون إروين على موقع مرجع كرة القدم المحترفة.كوم (الإنجليزية)